# Космос-1758
Космос-1758 је један од преко 2400 совјетских вјештачких сателита лансираних у оквиру програма Космос.
Космос-1758 је лансиран са космодрома Плесецк, СССР, 12. јуна 1986. Ракета-носач Ф-2 је поставила сателит у орбиту око планете Земље. Маса сателита при лансирању је износила 1600 килограма. Космос-1758 је био сателит намијењен за електронско извиђање, јављање и навођење.